# Hot R&B/Hip-Hop Singles Sales
Hot R&B/Hip-Hop Singles Sales — еженедельный, публикуемый американским журналом Billboard, хит-парад, который является коммерческой составляющей чарта Hot R&B/Hip-Hop Singles And Tracks. Hot R&B/Hip-Hop Singles Sales не является R&B подразделением чарта  Hot 100 Singles Sales, а скорее отдельная группа продаж коммерческих синглов в мегаполисах. Из-за снижения сбыта классических CD синглов на долю городских рынков, чарт все чаще заполнен продажами 12" Макси-синглов — популярным форматом музыкальной индустрии в мегаполисах.